# Den stora stjärnparaden
Den stora stjärnparaden (engelska: Stage Door Canteen) är en amerikansk andra världskrigs propagandafilm med musikalnummer från 1943 i regi av Frank Borzage. Många kända artister medverkar i cameoroller i filmen som främst utspelar sig i en restaurang och nattklubb i New York för amerikanska och allierade soldater. 

## Om filmen
Den stora stjärnparaden har visats i SVT, bland annat i juni 2020 och i april 2024.

## Rollista
- Cheryl Walker - Eileen
- William Terry - Dakota
- Marjorie Riordan - Jean
- Lon McCallister - California
- Margaret Early - Ella Sue
- Michael Harrison - Tex
- Dorothea Kent - Mamie
- Fred Brady - Jersey
- Patrick O'Moore - The Australian
- Marian Shockley - Lillian
- Kenny Baker
- Edgar Bergen
- Ray Bolger
- Katharine Cornell
- Gracie Fields
- Helen Hayes
- Katharine Hepburn
- Sam Jaffe
- George Jessel
- Gypsy Rose Lee
- Yehudi Menuhin
- Ethel Merman
- Selena Royle
- Lanny Ross
- Ethel Waters
- Ed Wynn

### Cameos
- Judith Anderson
- Tallulah Bankhead
- Ralph Bellamy
- Ina Claire
- Lynn Fontanne
- Hugh Herbert
- Jean Hersholt
- Alfred Lunt
- Harpo Marx
- Elsa Maxwell
- Paul Muni
- Merle Oberon
- George Raft
- Martha Scott
- Johnny Weissmuller
- Vera Gordon
- Henry Armetta
- Helen Broderick
- Lloyd Corrigan
- Jane Darwell
- William Demarest
- Virginia Field
- Arlene Francis
- Vinton Freedley
- Ann Gillis
- Lucile Gleason
- Virginia Grey
- Allen Jenkins
- Roscoe Karns
- Tom Kennedy
- Otto Kruger
- June Lang
- Betty Lawford
- Bert Lytell
- Aline MacMahon
- Horace McMahon
- Helen Menken
- Peggy Moran
- Alan Mowbray
- Elliott Nugent
- Franklin Pangborn
- Helen Parrish
- Brock Pemberton
- Cornelia Otis Skinner
- Ned Sparks
- Bill Stern
- Arleen Whelan
- Dame May Whitty

### Orkestrar
- Count Basie med Ethel Waters
- Xavier Cugat med Lina Romay
- Benny Goodman med Peggy Lee
- Kay Kyser
- Guy Lombardo
- Freddy Martin

## Musik i filmen
- "Bugle Call Rag"
- "Ave Maria"
- "Flight of the Bumblebee"
- "A Rookie and His Rhythm"
- "She's a Bombshell from Brooklyn"
- "We Mustn't Say Goodbye"
- "Sleep Baby Sleep (in Your Jeep)"
- "Don't Worry Island"
- "You're Pretty Terrific Yourself"
- "Quicksand"
- "The Girl I Love to Leave Behind"
- "The Machine Gun Song"
- "The Lord's Prayer"
- "Good Night, Sweetheart"
- "Marching Through Berlin"
- "Rhumba-Rhumba"
- "Why Don't You Do Right?"
- "Marines' Hymn"